# Дембич (Сьредський повіт)
Дембич (пол. Dębicz, нім. Eichwalde) — село в Польщі, у гміні Сьрода-Велькопольська Сьредського повіту Великопольського воєводства.
Населення — 149 осіб (2011).
У 1975-1998 роках село належало до Познанського воєводства.

## Демографія
Демографічна структура станом на 31 березня 2011 року:
|          | Загалом | Допрацездатний вік | Працездатний вік | Постпрацездатний вік |
| -------- | ------- | ------------------ | ---------------- | -------------------- |
| Чоловіки | 72      | 12                 | 57               | 3                    |
| Жінки    | 77      | 19                 | 47               | 11                   |
| Разом    | 149     | 31                 | 104              | 14                   |